# 乙女ぶれいく!
『乙女ぶれいく!』（おとめぶれいく）は、スクウェア・エニックスから配信されていたスマートフォン用ゲームアプリ。現在はサービス終了済。
略称は『おとぶれ』。

## 概要
スクウェア・エニックスの新規IPによる、アンドロイド少女育成シミュレーションゲーム。同社製タイトルでは初となる、いわゆるギャルゲーと呼ばれるジャンルに位置する作品であり、3人の「オートメカノ」と呼ばれるアンドロイド少女の育成とコミュニケーションを楽しむという内容。オートメカノは主人公との生活の中で絆や信頼を育み、「本当の乙女」へと成長させるのがゲームの目的。彼女たちとの学校生活や共同生活では、キャラクターごとの様々なストーリーが展開していく。

## 登場キャラクター

### メインキャラクター
メインキャラクターとなる「オートメカノ」とは、人間の生活のサポートや、将来の世界規模の奉仕活動に役立てるべく、新世代サービス機構、通称「NEASO（ニーソ）」が創りだした女性型アンドロイド。
早乙女乙芽（さおとめ おとめ）
声：上村彩子
身長：154cm　スリーサイズ：B82/W56/H80
性格は「天真爛漫」。人懐っこく物怖じしない。外見通り子供っぽいところがあり、他人の言動を真に受けやすいため、周りからはおバカな妹キャラ的扱いを受けている。体は小さいが大食いでお菓子が好物。
早乙女すぴか（さおとめ すぴか）
声：堀江由衣
身長：158cm　スリーサイズ：B74/W55/H78
性格は「おっとり・計画的」。一見スローテンポで真面目な印象だが、実はぶりっ子で計算高い小悪魔タイプ。メガネと貧乳であることを気にしている。おしゃれ好きで高級志向。趣味は紅茶と貯金。
ヴァージニア・S・サオトメ（ヴァージニア・エス・サオトメ）
声：荒川美穂
身長：162cm　スリーサイズ：B88/W59/H86
性格は「真面目」。古風な言葉遣いで、一人称は「拙者」。そのマジメな性格故に感情を表に出すことや、他人との距離感をつかむのが苦手。いつも持ち歩いている日本刀の名前は「雪花菜丸（きらずまる）」。

## スタッフ
- キャラクターデザイン：富岡二郎
- シナリオ：天河信彦
- 発売：スクウェア・エニックス

## 主題歌
「見つけなくちゃ!乙女心!!」
作詞・作曲：2ANIMEnyDJs
歌：早乙女乙芽（CV：上村彩子）、早乙女すぴか（CV：堀江由衣）、ヴァージニア・S・サオトメ（CV：荒川美穂）
キングレコードよりシングルCDが2012年8月22日に発売。初回封入特典はオートメカノ3人の「アイドル衣装セット」入手パスワード。